# Anda Union
Anda Union (mongol : ᠠᠨᠳᠠ

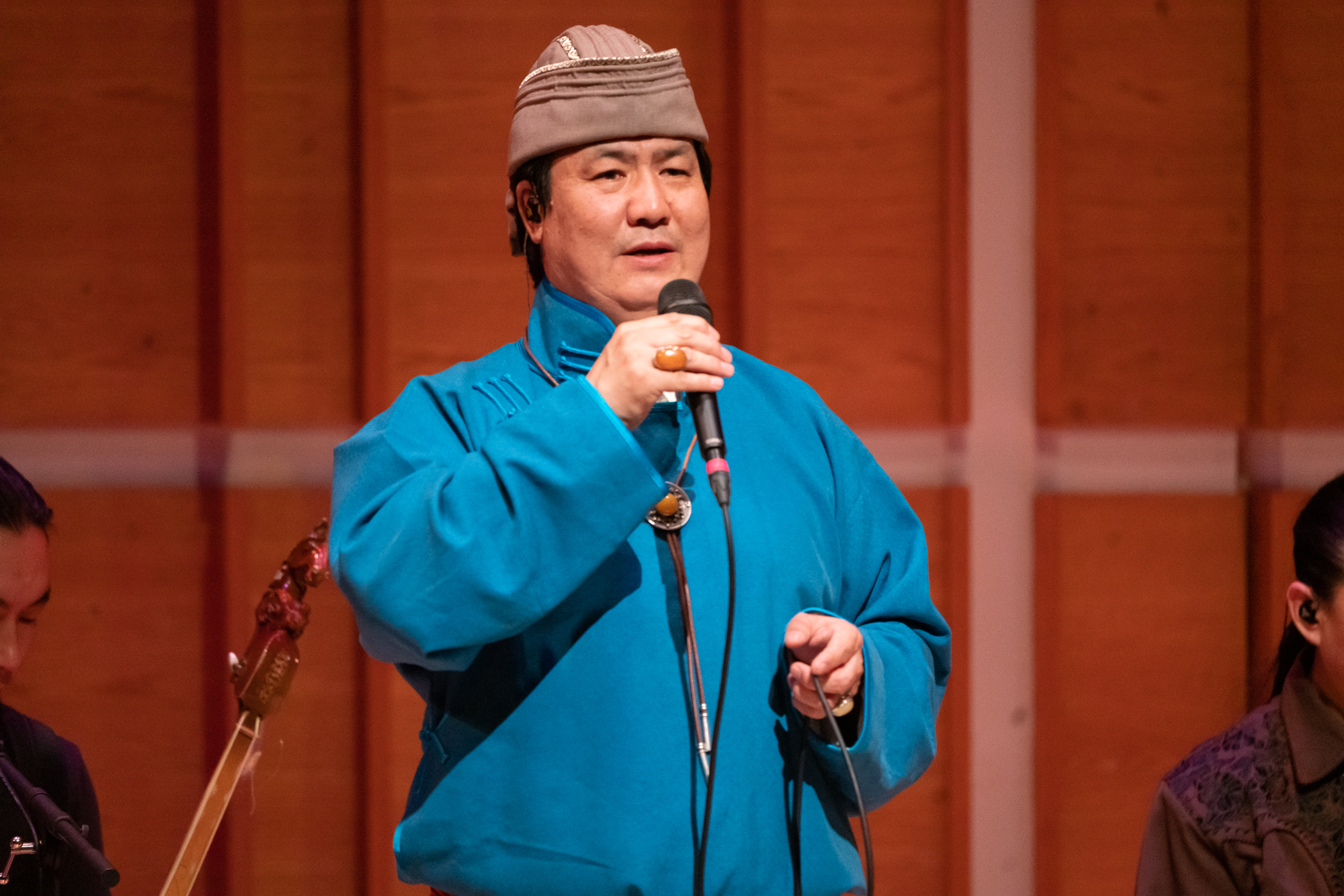
Chanteur du groupe Anda Union au Merkin Hall du Kaufman Music Center à New-York en 2019

ᠬᠠᠮᠲᠤᠯᠢᠭ, VPMC : anda qamtulig, cyrillique : Анд хамтлаг, MNS : And Khamtlag ; chinois : 安达组合 ; pinyin : āndá zǔhé) est un groupe de musique mongole traditionnelle, fondé en 2003 dans la Ligue de Xilin Gol, Mongolie-Intérieure, en République populaire de Chine.
Il est constitué de neuf musiciens mongols, nommés Nars, Urgen, Uni, Chinggel, Saikhannakhaa, Hadanbaatar, Tsetsegmaa et Biligbaatar, qui se sont rencontrés dans une université de musique de Hohhot, la capitale de Mongolie-Intérieure, jouant des instruments traditionnels du folklore mongol, parmi lesquels le morin khuur et autres violes, de la guimbarde et des percussions, ainsi que l'utilisation du chant de gorge turco-mongol de l'Altaï, le Khöömii. Certains des morceaux qu'ils interprètent, tels que le chant de la mère sont de la forme du chant long (en mongol Urtyn duu) 

## Concerts
Le groupe a une portée internationale, avec des concerts en Chine, à Ulaan Chab (Mongolie-Intérieure), à Shanghai, ou à Shenzhen (Guangdong), au Royaume-Uni, dans des villes telles que St George, Bristol (en),, au Lakeside Arts Centre de Nottingham, à Manchester, au Norwich Art Center, à Norwich, au Chapel Square à Halifax ou encore à Perth (Écosse), au Royal Liverpool Philharmonic, Liverpool. Aux États-Unis d'Amérique, dans la Arts Midwest Word Fest organisé par une association de Minneapolis, ils ont également été invités à l'ISPA (International Society for the Performing Arts) pitch à New York en janvier 2011, à The Clarice Smith Performing Arts Center de l'Université du Maryland en 2013, à l'Université de Californie à San Diego,.
Ils ont également joué avec Qiqigoma le classique bouriate, Altargana (mongol : ᠠᠯᠲᠠᠷᠭᠠᠨ᠎ᠠ, VPMC : altargana, cyrillique : Алтаргана, littéralement : « buisson »)

## Filmographie
La réalisatrice britannique Sophie Lascelles a réalisé un film intitulé « Anda Union - From the Steppes to the City » (signifiant en anglais, Anda Union, des steppes à la ville) sur le groupe, sorti en 2012

## Discographie
- The Wind Horse[21]